# 細野豊
細野 豊（ほその ゆたか、1936年2月13日-2020年12月10日）は、日本の詩人・翻訳家。

## 略歴
神奈川県横浜市生まれ。東京外国語大学スペイン語科卒。メキシコ、ブラジル、ボリビアに17年滞在、南米の詩人を翻訳する。2013-15年日本詩人クラブ会長。

## 著書
- 『悲しみの尽きるところから 細野豊詩集』(叢書新世代の詩人たち 土曜美術社出版販売, 1993
- 『花狩人 詩集』 (現代詩の前線 土曜美術社出版販売, 1996
- 『薄笑いの仮面 細野豊詩集』青樹社, 2002
- 『女乗りの自転車と黑い診察鞄 詩集』土曜美術社出版販売, 2012
- 『細野豊詩集』(新・日本現代詩文庫 土曜美術社出版販売, 2019

### 翻訳
- 『ミスタXのゴルフ・レッスン』(産報レジャー選書) 1973
- 『現代メキシコ詩集』 (新・世界現代詩文庫 アウレリオ・アシアイン, 鼓直共編訳. 土曜美術社出版販売, 2004.9
- アルトゥロ・ラモネダ 編著『ロルカと二七年世代の詩人たち』鼓直共編訳. 土曜美術社出版販売, 2007
- 『ぼくは書きたいのに、出てくるのは泡ばかり ペドロ・シモセ詩集』現代企画室, 2012
- オラシオ・カステジャーノス・モヤ『無分別』(エクス・リブリス) 白水社, 2012
- 『ホセ・ワタナベ詩集 ペルー日系詩人』(新・世界現代詩文庫 星野由美 共編訳. 土曜美術社出版販売, 2016
- 『アンバル・パスト詩集』 (新・世界現代詩文庫 編訳. 土曜美術社出版販売, 2019.8